# هتل اوکراین
هتل اوکراین (انگلیسی: Hotel Ukraina) ساختمان تجاری ۳۸ طبقه با کاربری هتل، مستقر در شهر مسکو، روسیه است، که در سال ۱۹۵۷ احداث گردید.